# Prisme d'accrétion

Schéma en coupe d'un arc volcanique montrant le prisme d'accrétion (à droite, en vert).

Un prisme d'accrétion est une structure géologique en forme triangulaire de prisme. Il correspond à une superposition d'écailles sédimentaires lorsqu'il est d'origine sédimentaire et qu'il se trouve dans une fosse océanique, au niveau d'une zone de subduction, ou à un empilement d'écailles crustales lorsqu'il est d'origine crustale et qu'il se forme lors d'une collision continentale. 

## Étymologie
Le terme « prisme d'accrétion » vient d'une traduction erronée du terme anglais issu de la géologie océanique accretionary wedge (et non accretionary prism), wedge désignant plus précisément un objet prismatique de section triangulaire comme un coin ou une cale biseautée.

## Les deux types de prismes d'accrétion
On distingue deux types de prismes d'accrétion suivant l'endroit (dans les fonds océaniques ou en bordure de continents) où survient la collison entre les plaques tectoniques et la nature des plaques impliquées dans le phénomène de subduction : rencontre de deux plaques océaniques entre elles, ou bien de deux plaques continentales. Le prisme océanique est formé par l'accrétion de sédiments marins au contact de deux plaques océaniques tandis que le prisme orogénique est le résultat d'une collision entre plaques continentales également responsable de la formation des chaînes de montagnes. L'épaisseur des écailles tectoniques formées est très différente : allant de l'ordre de la centaine de mètres dans le cas des prismes sédimentaires océaniques à plusieurs dizaines de kilomètres pour les prismes orogéniques (écailles de la croûte terrestre et nappe de charriage). 

### Océanique
Le prisme d'accrétion océanique ou prisme sédimentaire est une accumulation de sédiments provenant de la croûte océanique principalement.
La plaque tectonique océanique plongeante (subductée) fait s'accumuler les sédiments marins et les comprime contre la plaque susjacente (chevauchante). Il se forme un prisme de sédiment seulement si l'angle de la subduction (le plan de Wadati-Benioff) est faible. Les sédiments sont comprimés jusqu'à former des écailles (lames d’épaisseur hectométrique) qui se redressent, venant former un bourrelet caractéristique de la subduction et qui peut parfois émerger par endroits. 

#### Exemples de prismes émergés
- L'île de la Barbade aux Antilles
- La chaîne du Yushan qui constitue le centre de l’île de Taïwan
- Les îles bordant le littoral Sud-Ouest de Sumatra : Simeulue, Nias, îles Batu, îles Mentawai, Enggano, etc.

### Orogénique ou de collision
Le prisme orogénique ou prisme de collision est à l'inverse du prisme d'accrétion océanique à l'échelle d'une montagne lors d'une collision continentale. Constitué d'écailles crustales (nappes d’épaisseur décakilométrique, elles[Quoi ?] forment des unités chevauchantes imbriquées, empilées et inclinées vers l'intérieur de la chaîne montagneuse), il implique non plus les sédiments marins mais l'ensemble de la croûte terrestre.

#### Exemples de prismes orogéniques
- La chaîne varisque (Hercynienne)
- La chaîne de l'Himalaya.

## Modèles relatifs à la déformation dans les prismes d'accrétion

Modèles schématiques de prismes d'accrétion dans des bassins d'avant-arc. (A) Modèle à vergence simple. (B) Modèle à vergence double. (C) Modèle à décrochement.

Les caractéristiques des déformations qui ont lieu dans les prisme dépendent de plusieurs facteurs : vitesse et obliquité de la convergence des plaques, friction à la base des prismes, rhéologie des différents matériaux... La forme générale des prismes d'accrétion peut être classée en trois modèles : simple vergence, double vergence et décrochement.
Lorsque le système convergent formé par les deux plaques est relativement symétrique, il se forme un prisme à vergence simple. Lorsque ce système est asymétrique, l'essentiel du matériel crustal accrété au prisme provient de la plaque plongeante et il se forme deux prismes à vergence opposée, le pro-prisme (pro-wedge sur le schéma) et le retro-prisme (retro-wedge),.

## Modèles de formation des prismes d'accrétion

Modèle de Coulomb : la plaque chevauchante (plaque supérieure) agit comme un butoir (backstop sur le schéma) qui pousse les sédiments à la manière d'un prisme de terre ou de neige déformé au front de la lame d'un bulldozer.

De nombreux travaux de modélisations analogique et numérique ont été réalisés afin d'expliquer la formation de ces prismes. Les modèles anciens relatifs à la mécanique des prismes d'accrétion (modèle du « glissement gravitaire » de Bucher, de l'étalement gravitaire (en) de Price (en) & Mountjoy, du fluide visqueux à l'intérieur d'un coin orogénique solide) présentent trop d'incohérences et sont rejetés au profit du modèle de Coulomb, théorie développée par Elliott et Chapple.